# Пронтозил
Пронтозил  (4′-сульфамидо-2,4-диаминоазобензол, красный стрептоцид, красный пронтозил, руберол) — органическое соединение, азокраситель с химической формулой C12H13N5O2S, производное хризоидина; более известен как первый антибактериальный препарат из группы сульфаниламидов. Имеет относительно широкий эффект против грамположительных кокков, но не против энтеробактерий. Будучи одним из первых противомикробных препаратов, пронтозил широко использовался в середине XX века, но мало используется сегодня по причине наличия лучших вариантов. Открытие действия этого препарата стало предметом Нобелевской премии за 1939 год и положило начало новой эре в медицине, показав возможности антимикробной химиотерапии в эпоху, когда многие врачи сомневались в её ещё в значительной степени неиспользованном потенциале. В то время широко использовались дезинфицирующие и антисептические средства для местного ухода за ранами, но было очень мало противомикробных препаратов, которые можно было бы безопасно использовать внутри живых организмов.

## История
В 1930-х годах пронтозил был синтезирован немецкими химиками как производное хризоидина, отличающееся от него сульфамидной группой (—SO2NH2) в бензольном кольце в пара-положении относительно азогруппы, так как к этому моменту в других исследованиях было показано, что введение этой группы в азокрасители повышает прочность при окраске шерсти.
Антибактериальное действие пронтозила было открыто в 1935 году группой исследователей из компании Bayer конгломерата IG Farben в Германии под руководством Герхарда Домагка, за что в 1939 году он получил Нобелевскую премию с формулировкой «за открытие антибактериального эффекта пронтозила».

## Свойства
Тёмно-красный порошок. Температура плавления 242—251 °C. Растворим в горячей воде и метаноле.

## Получение
Получают из сульфаниламида (белого стрептоцида) путём диазотирования и азосочетания с 1,3-фенилендиамином.